# 2007年のペットフード大量リコール事件の年表
2007年のペットフード大量リコール事件の年表（2007ねんのペットフードたいりょうリコールじけんのねんぴょう）は、2007年のペットフード大量リコール事件に関連する出来事を時系列順に述べるものである。北米、ヨーロッパ、南アフリカのペットフードメーカーが使用したいくつかの中国産汚染タンパク質によって多くの動物が腎不全を起こした。ペットフード業界の中央集権化とペットフード業界と政府の反応の早さと倫理観が議論の対象になっている。

## 汚染製品の輸入

### 2006年9月27日
中国の徐州安営生物技術開発有限公司によって製造された汚染小麦グルテンが入ったバッグが中国の織物会社を通じて、ラスベガスに拠点を置くケム・ニュートラ社によって米国に輸入された。

### 2006年11月
カナダに本拠を置くメニュー・フーズ社がカンザス州とニュージャージー州の工場で汚染された小麦グルテンの使用を開始する。

## ペットの死亡の報告

### 2006年12月
メニュー・フーズ社が同社の製品に問題がある可能性があるとの情報を早ければ2006年の12月に受け取っていたという未確認の報告がある。

### 2007年2月20日
2月20日、メニュー・フーズ社に被害者からペットが病気になったとの最初の苦情が届く。

### 2007年2月26日
2月26日と2月27日、メニュー・フーズ社の最高財務責任者マーク・ウィーンズが所持していた同社の株式の約半数を売却する。彼はこのタイミングについて「恐ろしいほどの偶然」とコメントした。

### 2007年2月27日
メニュー・フーズ社が国内の製品の品質検査を開始する。同社は四半期毎に品質検査を行っていたが、2月の検査結果では汚染は報告されていなかった。

### 2007年3月2日
小麦グルテン入りの製品を消費した6匹のうち1匹が死亡したため、メニュー・フーズ社は調査を開始した。

### 2007年3月中旬
コーネル大学とニューヨーク州にある検査施設が、メニュー・フーズ社から検査用のサンプルを受け取る。

## 最初のリコール

### 2007年3月16日
3月16日、メニュー・フーズ社は自社の2つの施設で 2006年12月3日から 2007年3月6日までに生産された多数の種類のドッグフードとキャットフード製品の米国全土にわたるリコールを発表する。最初のリコールは 6000万個の、100近い製品名で販売されていた袋入りの "cuts and gravy" タイプの製品で、Iamのような高級な製品や、ウォルマートやクローガーなどの大規模食料品店の全国チェーンで販売されていたプライベートブランド製品も含まれていた。これらの製品のリコールだけで、米国におけるすべてのペットフードの 1%以上であった。この数字は販売されているすべてのペットフードのパーセンテージとしては小さいが、アメリカの歴史上最も大規模な製品リコールの一つである。

### 2007年3月21日
メニュー・フーズ社が缶入り、袋入りの乾燥させていないペットフード製品の味を豊かにする小麦グルテンに関わるものであり、テスト項目の中で腎臓に医学的な問題が明らかになったことを認める。この時点では、腎疾患が発生する理由は不明であった。

### 2007年3月末
リコールの第一報の後、米国およびカナダ全土でペットの病気と死亡の報道が登場し始めた。メニュー・フーズ社の製品はメキシコでも販売されていたが、メキシコ国内での状況についてはほとんど公表されなかった。
petconnection.com などの独立系の情報源は、一日数百件に及ぶ動物の死亡報告を収集し始めた。

## 「殺鼠剤」が混入されていたと認識される

### 2007年3月23日
ニューヨーク州食品検査研究所はコーネル大学から送られたサンプルにアミノプテリンが含まれていたと報告した。アミノプテリンはニュースでは「殺鼠剤」として報道され、その主張は現在の化学理論ではなく、1951年に出願した特許の仮説に基づいていた。

## リコールの拡大

### 2007年3月24日
メニュー・フーズ社は汚染製品が消費者の手に届くことを防ぐため、すべての缶入りまたは袋入りの'cuts and gravy'タイプのウェットフードを含む多くのキャットフードとドッグフードのリコールを拡大した。

## 小麦グルテンがメラミンによって汚染されていたことが判明する

### 2007年3月27日
アメリカ動物虐待防止協会は最初の報告で「報道で述べられている汚染ペットフードを食べた動物の症状はアミノプテリンを含んだ殺鼠剤を食べた場合と完全には一致していない」と述べた。

### 2007年3月30日
アメリカ食品医薬品局（FDA）は病因の可能性の1つとして、中国から輸入した小麦グルテンに工業用化学物質であるメラミンが含まれていたことが確認されたと報告した。FDAは小麦グルテンが徐州安営生物技術開発有限公司websiteが生産したものであることを特定し、輸入を禁止した。そして汚染はドライフードにも及んでいるかもしれないと語った。
その晩、ヒルズ・ペット・ニュートリション社、デルモンテ社、とネスレ・ピュリナ社はいくつかのブランドのウェットフードとドライフードをリコールした。

### 2007年4月3日
一部メディアが輸入グルテンが人間用の食品に使われていた可能性があると報じたが、 FDAは消費者に対し疑惑のグルテンはペットフードにのみ利用されており、「輸入小麦グルテンが人間用の食品に利用された形跡はない」ことを保証した。

### 2007年4月4日
汚染小麦グルテンは中国から直接あるいはオランダを経由してラスベガスに拠点を置く米国のペットフード会社であるケム・ニュートラ社に届けられたことが特定され、同社は疑惑のグルテンを利用したすべての製品をリコールした。
中国政府は汚染製品を製造した疑いのある施設を検査したいとのFDAの要求を拒否した。

### 2007年4月5日
中国政府は北米で起こった食中毒への関与を否定し、ニューヨーク・タイムズに対して検査の焦点になっている小麦グルテンを含めペットフードを汚染する農産物を輸出した記録は全くないと苦言を述べ、徐州安営の経営者も小麦グルテンを北米へ輸出したことを否定した。

### 2007年4月6日
中国政府はAP通信に対し小麦グルテンがどこからやってきたのか調査すると伝え、新華社は中国はメラミンを軸に小麦グルテンの「サンプリングと検査」を行っていると述べた。

## 更なるリコールの拡大と数千匹に上るペットの死亡

### 2007年4月9日
カリフォルニア大学デービス校動物健康研究所の科学者は獣医の検査によりペットフードのリコールリストに含まれていない「有名ブランドのペットフード」からメラミンが検出されたことを確認した。

### 2007年4月10日
4月10日、メニュー・フーズ社はカナダのオンタリオ州ストリーツビルの工場が製造した製品をリコールすることを発表した。同社はオンタリオ州の工場がニュージャージー州やカンザス州の工場と同じ問題を抱えているとは思っていなかったが、検査の結果、小麦グルテンはカナダにも流通していたことが明らかになった。
4月10日までにメニュー・フーズ社が検査以外で確認したペットの死亡数は猫15匹犬1匹の合計16匹だった。この数字はアメリカ疾病予防管理センター（CDC）がペットの正確な死亡数を把握していなかったため、ニュースにおいて頻繁に引用された。

### 2007年4月11日
あるオンラインの自主報告によるデータベースによるとリコールによるペットの死亡数は3600匹以上に上るといわれている。 FDAは消費者からリコール関連で15000件以上の苦情があったこと認めている。しかしペットの具体的な死亡数についてはコメントしようとはしなかった。
同日、農業製品と工業製品の流通業者であるウィルバー・エリス社は中国の濱州富田生物科学技術有限公司から輸入した濃縮コメタンパク質の145の白い袋に混じって「メラミン」と表示されたあるピンクの1トン袋を見つけた。ウィルバー・エリスは直ちにそれを隔離した。
4月11日までに、5つの企業、130以上のブランドのドッグフードとキャットフードがリコールされた。ほとんどはウェットフードであり、ドライフードの汚染は報告されていなかったが、万一のため、一部のドライフードやドッグビスケットもリコールされた。

## 上院公聴会

### 2007年4月12日
United States Senate Appropriations Subcommittee on Agriculture, Rural Development, Food and Drug Administration, and Related Agenciesのリチャード・ダービン上院議員の呼びかけにより、上院において公聴会が開催された。FDAの職員は汚染ペットフードは依然全米の店舗で販売されている可能性が高く、消費者は所持しているかどうか緊急に再度調査する必要があると述べた。
同日、メニュー・フーズ社はリコール開始後、「事務的なミス」により本来リコールすべき汚染製品を販売してしまったことを認めた。

## 南アフリカにおけるリコール
4月12日、ロイヤル・カナン社は南アフリカにおいて19匹の犬がドッグフードを食べて腎不全になったことを確認したため同社の製品をリコールした。その週、ヒルズ・ペット・ニュートリション社も南アフリカにおいて糖尿病の猫向けのキャットフードをリコールした。

## 新たな汚染源

### 2007年4月15日
ウィルバー・エリス社はFDAに濃縮コメタンパク質の貨物の中にメラミンと表示された袋が見つかったことを通知した。

### 2007年4月17日
4月17日、小麦グルテンを含まない製品がペットフード内のメラミンの存在の確認によりリコールされた。ナチュラル・バランス・ペット・フーズ社はコメタンパク質（ウィルバー・エリス社のものであったが、当時は分かっていなかった）を含む2つの製品からメラミンを検出した。11匹の犬と「3、4匹」の猫がペットフードを食べたことにより腎疾患に罹ったと報告された。

### 2007年4月18日
汚染コメタンパク質はウィルバー・エリス社によるものであることが特定され、同社は汚染タンパク質をユタ州、ニューヨーク州、カンザス州、ミズーリ州の5つのペットフード製造者に送った。ペットフードのリコールは自主的なものであり、FDAは企業名を明かすことを拒んでいた。

## また新たな汚染

### 2007年4月19日
2007年4月19日、研究者は彼らがメラミン汚染されたコメタンパク質の中から3種類の化学物質が確認され、動物がそれを食べたことを明らかにした。その化学物質はシアヌル酸を含み、そのうちの1つは塩素処理されていた。これら3つの化学物質はメラミンから派生したものである。
同日、ロイヤル・カナン社は8種類のペットフードをリコールした。
米国連邦政府は豚の飼料として利用されていた濱州富田のコメタンパク質の報告書を調査していたと語ったが、どこのものであったかは明らかにしなかった。カリフォルニア州食料農業省は同州のセレス市の養豚場の豚の尿からメラミンが見つかってからその養豚場を隔離した。カリフォルニア州の獣医リチャード・ブライトマイヤー博士は「豚はすべて健康である」「しかし、その肉から化学物質が検出されるかどうかは分からない」と語った。アメリカの養豚場の豚はすべて個人消費向けに供給されている。4月3日以降に購入したアメリカ産の豚肉は食べないことを勧められている。

### 2007年4月20日
南アフリカのペットフード業界は中国産のトウモロコシグルテンからメラミンが検出されたことを受け、中国からグルテン製品を輸入しないことを発表した。南アフリカでは少なくとも30匹の犬が汚染ペットフードを食べたことにより腎不全で死亡した。

## さらなるリコール
4月20日の夜、ペットフード会社のスマートパク社は汚染コメタンパク質を使用していた2つのドッグフード製品をリコールすることを発表した。スマートパクはウィルバー・エリスの製品を利用している残り2つの会社のうちの1つだった。残る1つの会社は未だ汚染製品をリコールすることを拒んでいる。

### 2007年4月23日
中国はついにFDAの調査員の入国を許可した。

## 人間の食品の供給へ影響が拡大する

### 2007年4月24日
FDAはノースカロライナ州、カリフォルニア州、サウスカロライナ州の豚の尿からメラミンが見つかったこと、ユタ州、ニューヨーク州とおそらくはオハイオ州の養豚場が汚染飼料を受け取っていたことを発表した。彼らはその規模がカリフォルニア州の小さな被害以上なのか、汚染された肉が人間の食品として供給されたのか、はっきりさせなかった。FDAは6つの原材料、小麦グルテン、トウモロコシグルテン、ひきわりトウモロコシの粉末、大豆タンパク質、米ぬか、濃縮コメタンパク質を念のため検査していることも明らかにした。
少なくとも1人の原告がメニュー・フーズ社に電話をかけてきたが、メニュー・フーズ社の電話係は初めのうち彼女が誰なのか分からなかった。彼女は姓を明かさなかったが、かかってきた電話番号か何かの情報から彼女が原告団の1人であることが分かった。やがて電話係は彼女がメニュー・フーズ社の保険会社のクロフォード・アンド・カンパニー社の損害査定人であることに気がついた。数日後には2人目から電話がかかってきたが、原告が被告の代表と直接話をすることは違法であることを伝え、電話係は「あなたはこの事件を解決したくないのですね」と答えたと伝えられている。

### 2007年4月25日
中国当局は濱州富田生物科学技術有限公司を閉鎖し、経営者であるTian Fengを拘留した。Fengは自らの責任を否定し、「私は何も悪いことをしていない」と語り、彼はメラミンが何であるのか知っていることさえ否定した。

## 再びリコール

### 2007年4月26日
4月26日、FDAはカリフォルニア州、ニューヨーク州、サウスカロライナ州、ノースカロライナ州、ユタ州、カンザス州、オクラホマ州とオハイオ州の豚6000頭以上を隔離したことを発表した。アメリカ合衆国農務省は汚染飼料を与えられた345頭の豚がおそらくはカンザス州とユタ州の屠畜場を通し、食品として米国内に供給されたことを発表した。
同日、7社のリコールが初めてあるいは拡大して行われた。
ウィルバー・エリス社関連のリコールで最後に残っていたシェナンゴ・バレー・ペット・フーズ社はウィルバー・エリス社が同社のコメタンパク質がメラミンで汚染されていたと発表してから9日後、リコールを行った。
同日、ダイヤモンド・ペット・フーズ社もリコールを拡大した。コストコ社のカークランド・シグネチャーは新たにリコールを行い、ナチュラル・バランス社は2回目のリコール拡大を行った。
ブルー・バッファロー社もリコールを拡大した。ハーモニー・ファームズ社はリコールを発表した。アメリカン・ニュートリション社は同社が製造し、他社のラベルで販売されている28種類のペットフード製品のリコールを行った。同社は今回のリコールは同社オリジナル製品への影響はないと述べている。.
ついに中国の外交部は食品製造にメラミンの使用を禁止すると語り、ペットの死亡とメラミンの役割について議論が続く中、メラミンを含んだ製品が税関から撤去されたことを認めた。中国は米国の調査団がペットの死の「本当の原因」を見つけることに協力することも併せて誓った。

### 2007年4月27日
ナチュラル・バランス社は3種類のドッグフードと1種類のキャットフードの自主的なリコールを発表し、ケーナイン・キャビア社は3種類のペットフードの自主的なリコールを発表した。
4月26日と4月27日、ブルー・バッファロー社、ケーナイン・キャビア社、ダイヤモンド社、ハーモニー・ファームズ社とナチュラル・バランス社は、5社の製品の製造者であるアメリカン・ニュートリション社がコメタンパク質の混入を行っていたためリコールを行い、5社はアメリカン・ニュートリション社を非難した。このことは製造者の契約によらない新たな潜在的汚染源の可能性と問題の中国の原材料製造者の製品を利用した製品以外にも汚染が広がっているのではないかという不信を呼び起こした。ダイヤモンド社とナチュラル・バランス社はこのことをアメリカン・ニュートリション社による「裏切り行為」であると述べ、ブルー・バッファロー社とハーモニー・ファームズ社は「製品の改竄行為」であるとした。ブルー・バッファロー社は製造者の変更を発表し、ケーナイン・キャビア社とナチュラル・バランス社は製造者へより多くの書類事務を課すことによって将来の問題を回避することを発表した。アメリカン・ニュートリション社は故意や不当な指揮を否定するプレス・リリースを発表した。
FDAは小麦グルテンと小麦グルテンを含んだ製品の750のサンプルのうち、330のサンプルがメラミンによって汚染されていたと発表した。また、濃縮コメタンパク質とそれを利用した製品の85のサンプルのうち、27のサンプルが汚染されていた。

## 汚染飼料を与えられた動物の肉を人間が食べたことが発覚する

### 2007年4月28日
シカゴ・トリビューン紙はカリフォルニア州の職員によると同州に在住するおよそ45人がメラミン汚染された飼料を与えられた豚肉を食べたと伝えた。

### 2007年4月30日
FDAと農務省は共同でプレスリリースを発行し、汚染飼料が2月初めにインディアナ州の38ヵ所の養鶏場で利用され、そこで飼育されたすべての鶏が食肉として加工されたことを発表した。彼らはその鶏を食べることによって人間が発病する可能性はとても低いと述べた。

### 2007年5月1日
FDAと農務省は汚染飼料を与えられた百万羽の鶏が人間によって消費されたことを認めた。

### 2007年5月2日
メニュー・フーズ社は汚染の疑いがあるとして以前リコールしたペットフードを製造した同じ工場で製造された他の製品の追加リコールを行った。

### 2007年5月3日
中国当局は容疑不明のまま徐州安営の経営者であるMao Lijunを拘束した。
同日、スマートパク・カナン社はメラミン含有検査で陽性を示した2つの製品の全国的、自主的なリコールを実施した。
FDAの食品安全・応用栄養センターのアシスタント・コミッショナーであるデイヴィッド・アチソン博士は、人間用の食品に汚染製品がないかどうか確認するため、FDAが国内のタンパク質を利用する食品製造業者の調査を開始し、そのような証拠は見つからなかったことを確認したが、「しかし、慎重に見守る必要がある」と述べた。

### 2007年5月7日
農務省は汚染された飼料を食べたと思われる豚と鶏の一部について、認可済の検査を行ったが、メラミンは検出されなかったことを発表した。農務省は動物の細胞組織のメラミン検査を指揮したかどうかについて言及しなかった。農務省のスポークスマンによると、この検査結果には2000万羽の鶏に反映されると報告した。
米国の食の安全に関する政府関係者は共同でリスクアセスメントの結果を発表し、人間が汚染ペットフードのような汚染飼料によって飼育された豚あるいは鶏の肉を食べ、その結果メラミンとシアヌル酸の化合物の毒性によって発病する可能性は現在の研究結果では極めて低いと述べた。

### 2007年5月8日
中国で動物の飼料にシアヌル酸が混ざっていたことが報道された。
また、人間が食べる養殖魚の孵化場で魚の餌にメラミンが含まれていたことも報告された。

### 2007年5月9日
農務省とFDAの職員が下院農業委員会において証言した。

### 2007年5月11日
ロイヤル・カナンは社自主的な追加リコールを発表し、4月18日までに行ったリコールに加え、17種類ものペットフードをリコールした（その時にはこのことは直ちに影響を及ぼし、ロイヤル・カナンUSAは中国から輸入されたコメグルテンを含むいかなる植物性タンパク質を利用していないと述べていた）。

### 2007年5月14日
ロイヤル・カナン社は追加のリコールを発表した。

### 2007年5月15日
農務省とFDAはリスクアセスメントを修正したが、依然として汚染飼料を与えられた動物の肉を食べることによる人間が発病する可能性は非常に低いと結論付けた。その後56000頭の豚が検査を通過したが、シアヌル酸の検査は行なわれなかった。

### 2007年5月17日
シェナンゴ・バレー・ペット・フーズは明らかに小麦グルテンやコメタンパク質を含まない製品であってもそれらの製造過程において二次汚染が起こる可能性があるとしてリコールを拡大した。ドッグフード及びキャットフード以外では初めてのリコールとなった。

### 2007年5月18日
農務省のミツバチ研究所とFDAの動物薬センターはミツバチの餌にメラミン関連物質が混入していたことが蜂群崩壊症候群の原因である可能性があるとして調査を開始した。2006年、米国において前例のないミツバチの大量死が発生し、人間の食品供給を危機にさらした。商用のミツバチの餌はタンパク質をベースに大豆とイーストが含まれている。しかし、今までのところ関連性は発見されていない。
米国連邦地裁のノエル・ヒルマン判事はメニュー・フーズ社と彼らの保険損害査定会社であるクロフォード・アンド・カンパニー社に対し、メニュー・フーズ社に対する訴訟に加担するペットの飼い主と接触することを避けるよう警告した。なぜなら法律的にメニュー・フーズ社は原告の弁護士を通じてのみ接触が許されているからである。

### 2007年5月20日
メニュー・フーズ社とシェナンゴ・バレー・ペット・フーズ社は安全性が確保されまで中国製の原材料を利用しない計画を立てていることを発表した。ネスレ・ピュリナ・ペットケア社を含む他のペット・フード会社はメラミンのスクリーニングを開始した。

### 2007年5月21日
カリフォルニア州ヴィザリア市の同じ病院に4匹の犬が腎臓に問題を抱えて搬送された。犬はすべてニュートラ・ナゲッツブランドのドッグフードを食べていたがその製品はリコールリストには載っていなかった。その後、カリフォルニア大学デービス校の研究所に製品のサンプルが送られ、メラミン汚染が確認された。

## 人間の食品の検査でメラミンが検出される

### 2007年5月22日
アメリカ保健社会福祉省の職員はアジアからアーカンソー州に輸入された食用ナマズからメラミンが検出されたことを発表した。ナマズは抗生物質の含有検査も行ったが検出されなかった。保健社会福祉省はナマズから検出されたメラミンは人間の健康に害を及ぼすほどのレベルではないと述べた。

### 2007年5月23日
ダイヤモンド・ペット・フーズ社はメラミン汚染が確認されたニュートラ・ナゲッツブランドのLamb MealとRice formula dry dog foodをリコールし、同社は製造過程における二次汚染によるものであると考えている旨を発表した。
米国連邦地裁のヒルマン判事は原告であるペットの飼い主に雇われた6つの弁護士事務所からの要請を受け、メニュー・フーズ社に対し、弁護士を介しない限り、原告と直接話し合いを行ってはならないことを命じた。ヒルマン判事は「メニュー・フーズ社は原告の権利に不利な影響を及ぼすあらゆる方法を行おうと努めているように思える」と述べた。

### 2007年5月29日
1998年に創設された国家食品薬品監督管理局の局長を2005年まで務めた鄭篠萸が、収賄の容疑で死刑を宣告された。鄭は84万4000ドルの賄賂を受け取っていたとされ、有罪判決を言い渡された。鄭の任期中、多くの人が検査を受けていない薬や偽の表示がされた食品によって命を落とした。
中国は安全でない食品をリコールするシステムを確立することも発表した。

## メラミンが米国の製造者によって結合剤として利用されていたことが発覚する

### 2007年5月30日
FDAは2つの飼料製造会社で製造された家畜と魚や海老の飼料がメラミンで汚染されていた旨を述べるプレスリリースを発行した。飼料の原材料の製造業者であるオハイオ州トレド市のTembec BTLSR Inc社は同社の製品であるAquaBondとAqua-Tec IIに接着をよくするためにメラミンを混入していた。

### 2007年5月31日
Zeigler Bros Inc社はAquaBondを含む海老の飼料の自主的なリコールを行うことを発表した。

### 2007年6月5日
Sergeant's Pet Care Products社は同社の製品であるAtlantis Goldfish Flake FoodとAtlantis Tropical Fish Flake Foodにメラミンが発見された（約100万分の20-80）ことにより、それらの製品の自主的なリコールを行った。この魚の飼料は観賞魚用のものであり、食用の魚の飼料ではない。

## アセトアミノフェンが調査される

### 2007年6月6日
FDAはテキサス州にある研究所であるExperTox Inc社の研究で5つ目のペットフード汚染物質としてアセトアミノフェンが検出されたことにより調査を開始した。
大人の猫にとってアセトアミノフェンの500ミリグラムの錠剤1錠は十分な致死量である。 FDAはどのブランドのペットフードが汚染されていたのか特定できなかった。しかし、6月13日にConsumerAffairs.comは汚染が見つかったのはメニュー・フーズ社が製造したペット・プライドブランドの"Turkey and Giblets Dinner"と"Mixed Grill"のサンプルであったことを報告した。

### 2007年6月7日
FDAはメラミンで汚染された海老の飼料と飼料の原材料が米国で製造され、Zeigler Bros Inc社によって13カ国（パナマ、ベネズエラ、ベリーズ、スリナム、コスタリカ、ホンジュラス、エクアドル、ブラジル、ドミニカ共和国、ジャマイカ、ガンビア、レバノンとカナダ）輸出された可能性があることを発表した。輸出された製品が実際に現地に到着し、販売されたかどうかは不明である。
中国は米国から輸出されたレーズンと健康サプリメントを検査した結果、バクテリアと二酸化硫黄の値が「中国の衛生基準に合格できない」ほど高かったことが分かったとして輸入を禁止したことを発表した。貨物は破壊され、もしくは送り返された。2007年4月だけで、米国の257の食品の貨物の中国への輸出が拒否された。

### 2007年6月11日
メニュー・フーズ社は「大口顧客」（その顧客とはプロクター・アンド・ギャンブル社のことであったことが後に分かった）がcuts-and-gravy製品の購入契約を終了する決定を下したと発表した。メニュー・フーズ社の2006年の売上のうち、P&G社との契約による売上は11%に上っていた。P&G社は固形の缶入り商品の購入契約は継続する。

### 2007年6月12日
FDAは5つのキャットフードと2つのドッグフードのサンプルを検査したが、アセトアミノフェンは検出されなかったと発表した。FDAのスポークスマンであるマイク・ハーンドンは「FDAは現時点においてサンプルのアセトアミノフェン含有検査を続ける必要はないと見ている」と述べた。別の研究所の検査でもアセトアミノフェンは見つからなかった。最初にアセトアミノフェンが検出されたとされる研究所は依頼先との秘密を守らなければならず、FDAと接触したり製造者を公表することができないため、FDAが研究所と接触して情報を共有しない限りFDAが同じブランドのサンプルを調査したかどうかは分からなかったのだが、FDAは6月12日までそれを行わなかった。

### 2007年6月13日
1月にペット・プライドのキャットフードを猫が食べて死んでしまったドン・アールは、ExperTox社に分析のためサンプルを提供したことを明らかにした。彼は検査の結果アセトアミノフェンとシアヌル酸は検出されたがメラミンは検出されなかったと主張している。汚染された製品はリコールの対象とはならなかった。

### 2007年6月27日
中国の国営メディアは不適切な工業用化学物質の利用や食品の再利用、賞味期限切れの利用をしていたとして180の食品製造業者を閉鎖したと発表した。国家質量監督検験検疫総局の質量管理司長は「これらは単独のケースではない」と述べた。悪質業者のほとんどは認可を受けておらず、従業員は10人以下だった。中国には100万の食品製造工場があり、その4分の3は零細企業であると見られている。それに加え、2006年、国家工商行政管理総局は15万2000の不認可食品製造業者と小売業者を質の悪い製品を製造していたとして閉鎖した。
同日、アメリカ動物虐待防止協会はFDAの検査結果を受け、「ペットフードがアセトアミノフェンにより汚染されているという噂が広がっているが、それは根拠のないものだ」と述べた。同協会は毒性学者とカリフォルニア州立大学デービス校California Animal Health and Food Safety Systemと協力して研究を行った。彼らはテキサス州の研究所がアセトアミノフェンが検出したとされるものと同じ缶入りペットフードを3つ検査したがアセトアミノフェン汚染を見つけることはできなかった。その上そのペットフードを食べた猫は腎不全になったが、肝不全にはならなかったのでその猫はアセトアミノフェン中毒で死んだのではなさそうである。